# Дочо Колев
Дочо Колев Йоловски е български политик от БКП.

## Биография
Роден е на 19 август 1905 г. в Угърчин. Участва в Септемврийското въстание, а след разгрома му е арестуван. След това е освободен. Става член на БКП през 1925 г. Бил е секретар на градския комитет и член на ЦК на РМС. Бил е секретар на Софийския окръжен комитет на БКП. Емигрира в СССР през 1931 г. През 1932 г. завършва Международната ленинска школа в СССР. От 1933 до 1934 г. е член на ЦК на БКП и секретар на Окръжния комитет на БКП в София. През лятото на 1934 г. е арестуван и осъден 7,4 г. затвор. През 1938 г. е амнистиран. Въпреки че казва за полицейския агент-провокатор В. Ташков Колев е изключен от партията. Между 1938 и 1944 г. е сътрудник на съветското военно разузнаване в България. През зимата на 1940 – 1941 г. събира сведенията за числеността на немските войски. Съпругата му Маня Енчева също е сътрудничка на съветското военно разузнаване. От септември 1941 до ноември 1943 г. е интерниран в лагера Еникьой. След 9 септември 1944 г. влиза в органите на МВР. Умира на 12 октомври 1958 г. Посмъртно е реабилитиран на 30 септември 1960 г.